# Gienuża
Gienuża (biał. Гянужа; ros. Генужа) – chutor na Białorusi, w obwodzie witebskim, w rejonie brasławskim, w sielsowiecie Widze.
Inna nazwa miejscowości to Gienurze.

## Historia
W czasach zaborów zaścianek leżał w granicach Imperium Rosyjskiego.
W latach 1921–1945 zaścianek leżał w Polsce, w województwie nowogródzkim (od 1926 w województwie wileńskim), w powiecie brasławskim, w gminie Widze.
Według Powszechnego Spisu Ludności z 1921 roku zamieszkiwało tu 10 osób, wszystkie były wyznania rzymskokatolickiego i zadeklarowało polską przynależność narodową. Były tu 2 budynki mieszkalne. W 1931 w 2 domach zamieszkiwało 17 osób.
Miejscowość należała do parafii rzymskokatolickiej w Wasiewiczach. Podlegała pod Sąd Grodzki w m. Turmont i Okręgowy w Wilnie; właściwy urząd pocztowy mieścił się w Widzach.